# Mesaba Airlines

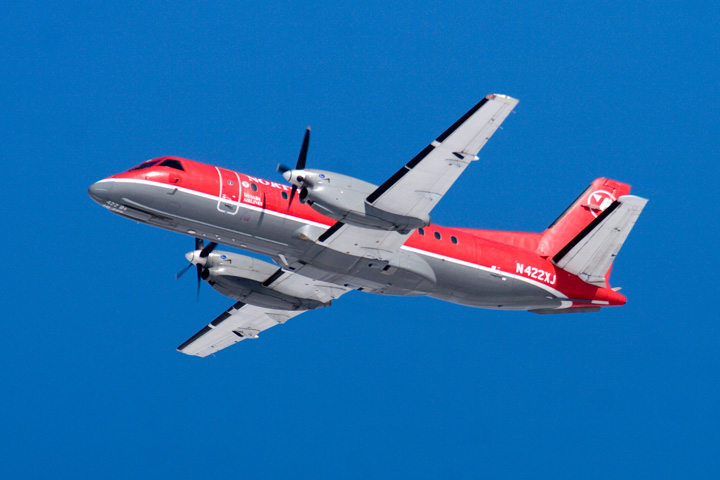
Avion portant les couleurs de Mesaba Airlines

Mesaba Airlines (Code AITA : XJ ; code OACI : MES) était  une compagnie aérienne américaine filiale de Pinnacle Airlines Corporation (en). Elle exploitait des vols pour Delta Connection et US Airways Express. Elle a cessé ses activités en 2012.